# Hermann Schwartz (Mediziner)

Hermann Schwartz.

Jakob Heinrich Hermann Schwartz (* 3. November 1821 in Neuenkirchen bei Itzehoe; † 30. Oktober 1890 in Göttingen) war ein deutscher Gynäkologe und von 1862 bis 1888 Direktor der Klinik für Gynäkologie und Geburtshilfe an der Georg-August-Universität Göttingen.

## Leben
Hermann Schwartz studierte ab Ostern 1842 an der Universität Kiel bei Gustav Adolph Michaelis, anschließend an der Universität Halle bei Carl Conrad Theodor Litzmann, wo er 1858 promoviert wurde.
Er ging mit seinem Sohn Eduard Schwartz (der ab 1878 studierte) im Jahr 1862 nach Göttingen. Er übernahm von Eduard Caspar Jacob von Siebold, der von 1833 bis 1861 Direktor war, dort 1862 die Leitung der Klinik. 
Schwartz setzte 1870 die Lehre von Ignaz Semmelweis praktisch in der Geburtshilfe um. Weiterhin wurde dort die infektionsverhütende antiseptische Wundbehandlung eingeführt.
Sie war eine der Voraussetzungen, um die planmäßige operative Gynäkologie und Geburtshilfe einzuführen.
Die Ovariotomie (operative Entfernung von Eierstöcken) unter aseptischen Kautelen wurde 1876 von ihm eingeführt.
Ostern 1888 wurde Schwartz krankheitshalber emeritiert. Sein Nachfolger wurde Max Runge.

## Familie
Hermann Schwartz war mit Sophie Michaelis (1833–1882) verheiratet, einer Tochter seines Lehrers Gustav Adolph Michaelis (1798–1848). 

## Schriften (Auswahl)
- Die vorzeitigen Athembewegungen. Ein Beitrag zur Lehre von den Einwirkungen des Geburtsactes auf die Frucht, Leipzig: Breitkopf und Härtel 1858 (Digitalisat)
- Beitrag zur Geschichte des Foetus im Foetus, Marburg: Pfeilii, 1860